# Логово (Велізький район)
Логово (рос. Логово) — присілок Велізького району Смоленської області Росії. Входить до складу Сітьковського сільського поселення.
Населення — 246 осіб (2007 рік).